# Maria Muchavo
Maria Elisa Muchavo (sinh ngày 26 tháng 7 năm 1992 tại Maputo) là một vận động viên điền kinh và điền kinh khuyết tật đến từ Mozambique, người đã giành huy chương bạc tại Đại hội Thể thao Khối thịnh vượng chung 2014 trong sự kiện 100 mét T12. Cô là người phụ nữ đầu tiên của đất nước mình tham dự Paralympics mùa hè, làm như vậy vào năm 2012. Cô là một huy chương đồng 200 mét tại Đại hội Thể thao toàn châu Phi 2011.